# 근로의 끝에는 가난이 없다
근로의 끝에는 가난이 없다(일본어: 稼に追付く貧乏なくて)는 1920년대 후반에서 1930년대에 제작된 것으로 추정되는 일제강점기 한국 영화이다. 이규설이 감독을, 박순봉과 김원보가 출연하였으며, 무성 영화로서 조선어와 일본어 자막이 달려 있다.
감독 이규설은 나운규의 《아리랑》 (1926년)에서 주인공 영진의 아버지 역으로 출연하였으며 당해 《농중조》를 감독하였다. 이외에도 제작진의 활동 시기상 현존하는 가장 오래된 한국 영화로 추정된다.
2019년 한국영상자료원이 러시아 영화 아카이브 고스필모폰드에서 발굴하여 입수한 작품으로, 2021년 6월 발굴복원 작업을 거쳐 특별전을 통해 유튜브와 KMDb로 공개되었다.

## 줄거리
영화의 내용은 조선총독부의 근로 장려 정책에 따른 문화영화로 제작되어 '부지런히 일하고 저축하면 밝은 날이 온다'는 계몽 목적을 띄었으나, 코미디 장르의 극영화 형식을 띠고 있다.
고무신을 고치는 박복걸(박순봉)과 나무 땔감을 파는 송효완(김원보)은 이웃이다. 궁핍한 생활을 하는 박복걸은 길에서 지갑을 주워 이를 경찰서에 갖다 주고 이를 계기로 열심히 일하게 된다. 그는 송효완이 돈을 잃어버려 곤궁에 처하자 그를 도와주고 둘은 더 근면하게 일해 잘 살게 된다.